# W.I.N.S
W.I.N.S（ウインズ）は、和田アキラを中心とした、日本のプログレッシブ・ジャズ界のトップ・プレイヤー4人で結成されたプログレッシヴ・フュージョン・グループである。バンド名はメンバーの名前のイニシャルから取って付けられた。

## 作品

### アルバム
- W.I.N.S（1995年）
- A Sound Lump（2008年）